# À la dure (nouvelle)
Pour les articles homonymes, voir À la dure.
À la dure (titre original : Under the Weather) est une nouvelle de Stephen King parue tout d'abord en 2011 dans l'édition de poche du recueil Nuit noire, étoiles mortes, puis dans le recueil Le Bazar des mauvais rêves en 2015.

## Résumé
Bradley Franklin apprend que des dératiseurs doivent venir désinfecter l'appartement voisin. Il laisse une note à sa femme endormie et part au travail.

## Genèse
La nouvelle est parue tout d'abord le 24 mai 2011 dans l'édition de poche du recueil Nuit noire, étoiles mortes puis a été incluse par la suite dans le recueil Le Bazar des mauvais rêves en 2015.